# Camponotus ilgii
Camponotus ilgii är en myrart som beskrevs av Auguste-Henri Forel 1894. Camponotus ilgii ingår i släktet hästmyror, och familjen myror. Inga underarter finns listade.